# Kaple Panny Marie Sněžné (Studeňany)
Kaple Panny Marie Sněžné je římskokatolická obecní kaple ve Studeňanech, místní části obce Radim. Náleží do farnosti Železnice. Je od 3. prosince 2002 chráněna jako kulturní památka České republiky.

## Popis
Pozdně barokní kaple čtvercového půdorysu je situována na návsi při silnici III/2861. Průčelí, s výjimkou zadního, jsou jednoosá, okna i dveře mají půlkruhová zaklenutí. Průčelí mají na nárožích pilastry, šambrány kolem otvorů mají vrcholové klenáky, celou stavbu obíhá hlavní římsa. Kaple má mohutnou báň s lucernou, která je zakončena hrotnicí s plechovým věncem. V interiéru je zaklenutí kupolovitou klenbou. Oltář je dřevěný, vyřezávaný, s novodobým obrazem Madony.

## Bohoslužby
Pravidelné bohoslužby se v kapli nekonají.